# Every Breaking Wave
Every Breaking Wave is een nummer van de Ierse rockband U2. Het is de tweede single afkomstig van het album Songs of Innocence en is reeds eerder live gespeeld door de band.
"Every Breaking Wave" gaat over de moeite om jezelf volledig te geven aan de ander, over geliefden die verslaafd zijn aan mislukking en wedergeboorte.

## NPO Radio 2 Top 2000
In tegenstelling tot de hitlijst komt het nummer een jaar later wel voor in de eindejaarslijst van NPO Radio 2.

| Nummer met noteringen in de NPO Radio 2 Top 2000 | '15  | '16  |
| ------------------------------------------------ | ---- | ---- |
| Every Breaking Wave                              | 1254 | 1801 |

1. ↑  Een vetgedrukt getal geeft de hoogste notering aan.
2. ↑  2015 was het eerste jaar met een notering voor dit nummer.
3. ↑  Deze tabel is bijgewerkt tot en met de laatste editie (2024).